# Marpesia
Marpesia är ett släkte av fjärilar. Marpesia ingår i familjen praktfjärilar.

## Bildgalleri

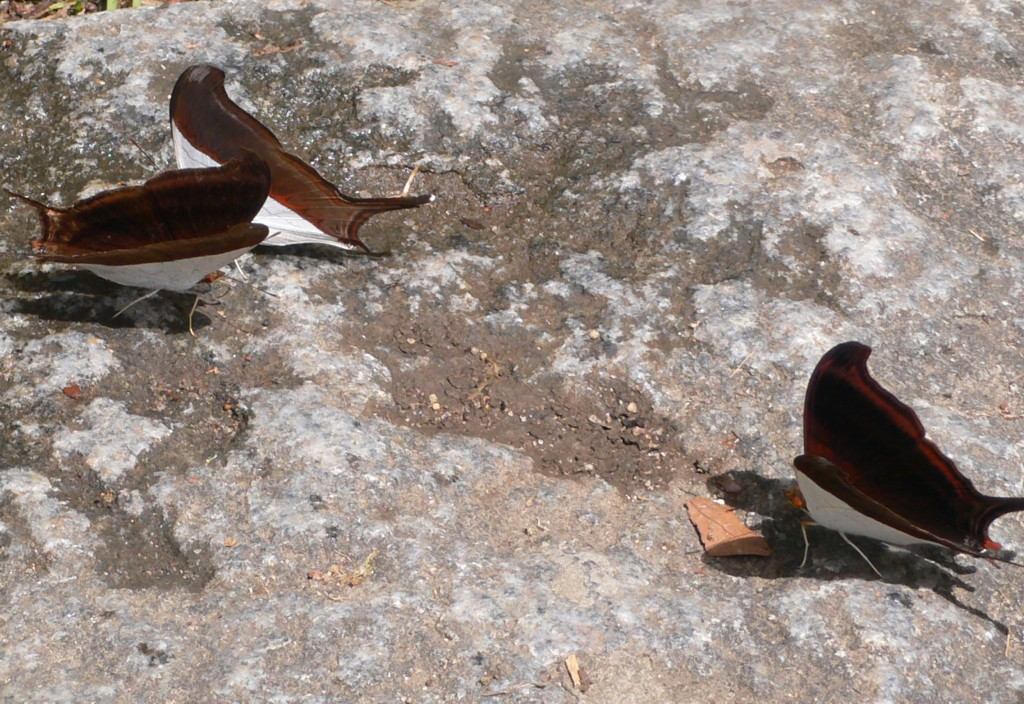

## Dottertaxa tillMarpesia, i alfabetisk ordning[1]
- Marpesia alcibiades
- Marpesia bahamensis
- Marpesia berania
- Marpesia camillus
- Marpesia catulus
- Marpesia chiron
- Marpesia chironias
- Marpesia chironides
- Marpesia chriton
- Marpesia cinna
- Marpesia coresia
- Marpesia corinna
- Marpesia corita
- Marpesia cressilineata
- Marpesia crethon
- Marpesia donckieri
- Marpesia dospassosi
- Marpesia egina
- Marpesia elegans
- Marpesia eleuchea
- Marpesia fruhstorferi
- Marpesia funestis
- Marpesia furcula
- Marpesia harmonia
- Marpesia heraldicus
- Marpesia hermiome
- Marpesia hewitsoni
- Marpesia insularis
- Marpesia iole
- Marpesia livius
- Marpesia luzulina
- Marpesia marcella
- Marpesia marius
- Marpesia merops
- Marpesia nigrescens
- Marpesia norica
- Marpesia orsilochus
- Marpesia pantheus
- Marpesia peleus
- Marpesia pellenis
- Marpesia peruura
- Marpesia petreus
- Marpesia phiale
- Marpesia poeyi
- Marpesia sublineata
- Marpesia sylla
- Marpesia themistocles
- Marpesia theonis
- Marpesia thetys
- Marpesia tutelina
- Marpesia valetta
- Marpesia violetta
- Marpesia zerynthia
- Marpesia zosteria